# أحمد صبحي منصور
أحمد صبحي منصور (1 مارس 1949 -) مفكر إسلامي مصري. كان يعمل مدرسًا في جامعة الأزهر، لكنه فُصل في الثمانينيات بسبب إنكاره للسنة النبوية القولية، وتأسيسه المنهج القرآني الذي يكتفي بالقرآن مصدرًا وحيدًا للتشريع الإسلامي. سافر إلى الولايات المتحدة وقضى فيها بعض الوقت، ثم عاد إلى القاهرة ليعمل في مركز ابن خلدون. وبعد المشكلات القضائية التي واجهها المركز ومديره في عام 2000، هاجر إلى الولايات المتحدة، ليعمل مدرسًا في جامعة هارفارد، وفي الوقفية الوطنية للديمقراطية، ثم أنشأ مركزه الخاص تحت اسم المركز العالمي للقرآن الكريم. ينشط اليوم في نشر مقالاته في بعض مواقع الإنترنت، واشتهر بموقفه المعارض لفكر الجماعات الإسلامية.

## سيرة ذاتية
ولد أحمد صبحي منصور في أبو حريز، كفر صقر في محافظة الشرقية في مصر في الأول من مارس عام 1949. درس في الجامع الأزهر في المرحلة الابتدائية، ووصل إلى الإعدادية الأزهرية وصُنف في الدرجة الثانية على مستوى الجمهورية المصرية، ثم حصل على الثانوية الأزهرية في القسم الأدبي وحل في المرتبة الرابعة على مستوى الجمهورية. وفي أثناء دراسته الأزهرية تابع المنهج الثانوي العام بنظام خارجي لمدة ثلاث سنوات حتى حصل على شهادة الثانوية العامة سنة 1976. وحصل على المركز الأول في سنوات دراسته الجامعية الأربعة في قسم التاريخ الإسلامي والحضارة الإسلامية في الأزهر، ثم حصل على الإجازة العلمية مع مرتبة الشرف عام 1973. ثم حصل على درجة الماجستير في التاريخ الإسلامي والحضارة الإسلامية بامتياز. وأخيرًا حصل على الدكتوراه في قسم الحضارة والتاريخ الإسلامي بمرتبة الشرف بعد صراع مع شيوخ الأزهر، الذين اضطروه أثناء المناقشة لحذف ثلثي رسالته.
بدأ منصور حركته الفكرية منذ سنة 1977 بالبحث والمقال والكتب وإقامة الندوات، وصودرت بعض كتبه التي لم تتقبلها فئات من المجتمع المصري؛ وذلك لإتيانه بأمور مستجدة غير ما تسميه تلك الفئات «الأمور الأصيلة في الإسلام»، وطُرد من مسجد لآخر ومن الجامع الأزهر إلى غيره من مواقع فكرية، إلى أن انتهى به المطاف في مركز ابن خلدون، فاستقر فيه خمس سنوات إلى أن أغلقت الحكومة المصرية المركز وطُرد أحمد منصور فلجأ إلى الولايات المتحدة. بعد أن استقرت أحواله نوعًا ما، بدأ يكتب مرة أخرى في مواقع الإنترنت العربية منذ أكتوبر من عام 2004، وذلك رغم الانتقادات اللاذعة التي يتعرض لها من جانب عدد كبير من الأساتذة والمثقفين في العالم الإسلامي حول ما رأوه من تناقضات فقهية وعقائدية عديدة، قالوا أنه قد وقع فيها جراء إقصائه للسنة النبوية واعتماده على القرآن فقط، وإصرارهم على كون هذين المصدرين متكاملين حسب ما تقتضيه الشريعة الإسلامية بمختلف مذاهبها حسب رأيهم.

## المنهج الفكري
من أفكار أحمد صبحي منصور:
- تقسيم الكفر إلى كفر سلوكي وكفر عقائدي.
- الصلاة على النبي تعني اقتداء المؤمن بالنبي.
- النبي محمد لم يكن أميًا، بل ملمًا بالقراءة والكتابة.
- الصلاة الوسطى هي الصلاة التي تثمر عملًا صالحًا وتحقق تقوى الله.
- إنكاره لصيغة التشهد حيث يقول أن الشهادة لرسول الله بالرسالة أثناء الصلاة نوع من الشرك؛ لقوله أن الصلاة يجب أن تقام لذكر الله وحده، استشهادًا بالآية القرآنية: ﴿إِنَّنِي أَنَا اللَّهُ لَا إِلَهَ إِلَّا أَنَا فَاعْبُدْنِي وَأَقِمِ الصَّلَاةَ لِذِكْرِي ۝١٤﴾.[2]
- إنكاره للصلاة الإبراهيمية في التشهد أثناء الصلاة، واعتبارها نوعًا من الشرك.
- إنكاره لوجود اسم النبي في الآذان واعتباره شركًا.
- قوله أن النبي ليس أفضل الأنبياء؛ لنهي القرآن عن التفريق بين الأنبياء، استشهادًا بالآية القرآنية القائلة: (لَا نُفَرِّقُ بَيْنَ أَحَدٍ مِنْ رُسُلِهِ).[3]
- الفتوحات الإسلامية عبارة عن استعمار من أجل المصالح المادية.
- تكذيب ما يخالف القرآن من كتب السيرة والحديث والتاريخ.
- يمكن الحج خلال الأشهر الحرم، وليس في شهر ذي الحجة فقط.
- يعتبر زواج المسلمة من اليهودي أو المسيحي حلالًا.[4]

## مؤلفاته
ألف أحمد صبحي 24 كتابًا و500 مقالة ونشرها في مختلف الصحف والمجلات مثل الأخبار والأهرام والخليج والوطن، تتناول مؤلفاته جوانب التاريخ الإسلامي والثقافة والدين، وتشمل تاريخ الوهابية في المملكة العربية السعودية، وانتقادات لمفاهيم الجهاد والتعصب والديكتاتورية، وحقوق المرأة في العالم الإسلامي، وإصلاح التعليم المصري، وأخرى في الخيال النثري والمسرحيات.

### من كتبه
- السيد البدوي: بين الحقيقة والخرافة، دار الكتب، القاهرة، 1982.[8]
- استخدام النصوص الدينية لإعلام التاريخ الإسلامي، القاهرة، 1984.
- شخصية مصر بعد الفتح الإسلامي، القاهرة، 1984.[9]
- تاريخ المصادر التاريخية للحقول العربية والإسلامية، القاهرة، 1984.
- القواعد الأساسية للبحث التاريخي، القاهرة، 1984.
- غزوات المغول والصليبيين في تاريخ المسلمين، القاهرة، 1985.
- الأنبياء في القرآن الكريم، القاهرة، 1985.[10]
- تاريخ التطور الثقافي للمسلمين، القاهرة، 1985.
- العالم الإسلامي بين المرحلة المبكرة والخلافة العباسية، القاهرة، 1985.
- المسلم الخاطئ: الأساطير الشائعة فيما يتعلق بالمسلم الخاطئ، القاهرة، 1987.
- المسلم العاصي هل يخرج من النار ليدخل الجنة؟.
- مصر في القرآن الكريم، جريدة الأخبار، القاهرة، 1990.[11]
- حقائق الموت في القرآن، دار الشرق الأوسط للطباعة والنشر والتوزيع، القاهرة، 1990.[12]
- القرآن: المصدر الوحيد للإسلام والفقه الإسلامي، نشر بعنوان «القرآن: لماذا؟» باستخدام الاسم المستعار عبد الله الخليفة، القاهرة، 1990.
- حد الردة، طيبة للنشر - القاهرة - 1992، مركز المحروسة للبحوث والتدريب والنشر- 1994، شركة المثقفون العرب للنشر - 2000، مؤسسة الانتشار العربي - بيروت - 2008.[13]
  - تُرجم للإنجليزية ونشرته الشركة الدولية للنشر والتوزيع، تورنتو، كندا، 1998.
- حرية الرأي والعقيدة: قيود وإشكاليات، المنظمة المصرية لحقوق الإنسان، القاهرة، 1994.[14]
- الصلاة بين القرآن الكريم والمسلمين: دراسة أصولية وتاريخية توضح الشكل والغرض والمفهوم الحقيقي للصلاة من خلال القرآن الكريم وما أدخل عليها من تحريف على مر العصور، مركز المحروسة للبحوث والتدريب والنشر - القاهرة - 1995، مجلة القاهرة - 1996، مؤسسة الانتشار العربي - بيروت - 2008.[15]
- الحسبة: دراسة أصولية تاريخية، مركز المحروسة للنشر والخدمات الصحفية، القاهرة، 1995.[16]
- لا ناسخ ولا منسوخ في القرآن: النسخ في القرآن يعني الكتابة والإثبات وليس الحذف والإلغاء، مجلة التنوير - القاهرة - 1998، المثقفون العرب - القاهرة - 2000، الشعاع للنشر والتوزيع - شبرا - القاهرة - 2006، مكتبة مدبولي - القاهرة - 2015.[17]
- مقدمة ابن خلدون: دراسة أصولية تاريخية، مركز ابن خلدون للدراسات الإنمائية ودار الامين للنشر والتوزيع، القاهرة، 1998.[18]
- اقتراحات لمراجعة دورات الدين الإسلامي في التعليم المصري لجعل المصريين أكثر تسامحًا، مركز ابن خلدون، القاهرة، 1999.
- العقائد الدينية في مصر المملوكية بين الإسلام والتصوف، الهيئة المصرية العامة للكتاب، القاهرة، 2000.[5][19]
- التصوف والحياة الدينية في مصر المملوكية، 648-921 هـ/1250-1517 م، مركز المحروسة للبحوث والتدريب والنشر، القاهرة، 2002.[20]
- القرآن وكفى مصدرا للتشريع الإسلامي، مؤسسة الانتشار العربي، بيروت، 2005.[21]
- القضاء بين عدل الإسلام وفساد المسلمين، مركز المحروسة للنشر والخدمات الصحفية والمعلومات، القاهرة، 2013.[22]\
- أكذوبة عذاب القبر والثعبان الأقرع، مكتبة مدبولي، القاهرة، 2015.[23]